# Morgan's Circus Clown Coaster
Morgan's Circus Clown Coaster étaient des montagnes russes assises junior du parc Pleasure Beach, Blackpool, situé à Blackpool, dans le Lancashire, au Royaume-Uni. Le circuit ovale a été retiré du parc à la fin de la saison 2008. Il avait opéré sous le nom Circus Clown pendant une saison dans le parc Harbour Park.

## Le circuit
Le circuit était de forme ovale et localisé dans la section Beaver Creek du parc. Le thème de l'attraction est un cirque avec Morgan le clown.

## Statistiques
- Incident : Le train a effectué un rollback : le train était alors trop lourd avec les passagers à bord pour gravir le lift hill.
- Éléments :
- Train : un train de 4 wagons, les passagers sont placés par deux sur deux rangs pour un total de 16 passagers par train. Le train effectue généralement deux tours de circuit.